# Harald Stauder
Harald Stauder (* 8. November 1967 in Tscherms) ist ein Südtiroler Politiker.

## Biographie
Stauder besuchte die Handelsoberschule „Franz Kafka“ in Meran. Von 1990 bis 1994 absolvierte er ein Studium der Politikwissenschaft an der Universität Innsbruck, das er mit einer Diplomarbeit zum Abschluss brachte. In den Jahren 1996–1997 besuchte er die Diplomatische Akademie Wien, wo er sich in den Bereichen internationale Beziehungen, internationale Wirtschaft und diplomatische Beziehungen, Krisenmanagement und Kommunikation ausbilden ließ. In der Folge wurde er zwischen 1997 und 2003 von der EU und OSZE in verschiedene Länder mit den Aufgaben Wahlbeobachtung und Krisenmanagement entsandt. Beruflich ist er als selbstständiger Unternehmensberater tätig.
Bei den Landtagswahlen 2008 bewarb sich Stauder auf der Liste der Südtiroler Volkspartei (SVP), konnte aber mit 3.962 Vorzugsstimmen kein Mandat erringen. Bei den Kommunalwahlen 2010 wurde Stauder als Kandidat der SVP zum Bürgermeister der Marktgemeinde Lana gewählt, 2015 und 2020 wurde er jeweils bestätigt. Bei den Landtagswahlen 2023 konnte er 5.871 Vorzugsstimmen auf sich vereinen, wodurch er in den Südtiroler Landtag und damit gleichzeitig den Regionalrat Trentino-Südtirol einzog. Dort übernahm er die Position des SVP-Fraktionssprechers. 2024 übernahm er das Amt des SVP-Landessekretärs.

## Publikationen
- Südtirol benimm dich! Ratgeber für stilsicheres Auftreten. Athesia, Bozen 2008, ISBN 978-88-8266-499-2.
- Vorsicht Kunde: Ratgeber für berufliche Kommunikation. Athesia, Bozen 2012, ISBN 978-88-8266-860-0.